# American Boy: A Profile of Steven Prince
Pour plus de détails, voir Fiche technique et Distribution.
American Boy: A Profile of Steven Prince est un film américain réalisé par Martin Scorsese, sorti en 1978.

## Synopsis
Martin Scorsese et un petit groupe d'amis se retrouvent dans un salon avec le charismatique Steven Prince, ami du réalisateur ayant eu un petit rôle dans Taxi Driver. Au cours de la soirée, Scorsese filme Prince parlant de divers événements de sa vie avec un mélange d'humour et de gravité.
Martin Scorses décrit son documentaire comme « un film sur la survie ».

## Fiche technique
- Titre : American Boy: A Profile of Steven Prince
- Réalisation : Martin Scorsese
- Scénario : Julia Cameron et Mardik Martin
- Photographie : Michael Chapman
- Montage : Amy Holden Jones et Bert Lovitt
- Production : Bert Lovitt
- Société de production : New Empire Films et Scorsese Films
- Société de distribution : Les Films de la Marguerite (France)
- Pays de production :  États-Unis
- Genre : Documentaire
- Durée : 55 minutes
- Dates de sortie : 
  - États-Unis : octobre 1978 (festival du film de New York)
  - France : 16 avril 1980 (avec Italianamerican)